# Serge Plagnol
Serge Plagnol est un peintre, lithographe et graveur français né en 1951 à Toulon.
Il a enseigné à l’école supérieure des beaux-arts de Nîmes, aux beaux-arts de Toulon.[réf. nécessaire]

## Biographie
Né à Toulon, il peint et dessine depuis son plus jeune age encouragé par un milieu familial porté sur les arts plastiques. Il est repéré très tot par des collectionneurs qui possèdent sa production précoce. A l'age adulte, il expose en France et à l'étranger (Asie)[réf. nécessaire].

## Expositions

### Expositions personnelles
- 1982 : Marseille, Théâtre National de La Criée — Saint-Rémy de Provence, Galerie Noella Gest
- 1984 : Toulon, Musée de Toulon, « Peintures : Serge Plagnol »
- 1985 : Paris, Galerie Pierre Lescot —  Toulouse, Galerie Axe Actuel — Lille, Galerie Jacqueline Storme — Arles, Le Méjan – Actes Sud
- 1988 : Paris, Galerie Leif Stähle
- 1989 : Créteil, Maison des Arts, Serge Plagnol: peintures 1980/1988
- 1990 : Annecy, Centre d’Action Culturelle Bonlieu  — Brignoles, Hôtel de Clavier — La Seyne sur Mer, La Tête d’Obsidienne et Fort Napoléon
- 1991 : Rouen, Centre d’Art Contemporain  — Paris, Area, Œuvres récentes — Lyon, Galerie L’œil Ecoute  — Bonnieux, Galerie de la Gare, Peintures et papiers
- 1992 : Paris, Area, Pour Télérama — Knokke-Le-Zoute, Casino — Bangkok, Le Méridien — Créteil, Maison des Arts — Paris, Chapelle de la Salpêtrière — Strasbourg, Galerie Nicole Buck
- 1993 : Oslo, Centre Culturel Français, Femmes debout — Toulon, Remp’Arts
- 1995 : Toulouse, galerie Kandler — Boulogne sur mer, château Musée — Montpellier, galerie Hélène Trintignan — Marseille, Arthothèque Antonin Artaud
- 1996 : La Ciotat, Chapelle-des-pénitents — Hyerre, Villa Noaille
- 1998 : Condrieux, Chapelle-de-la-Visitation
- 2000 : Montpellier, galerie Hélène Trintignan
- 2002 : Toulouse, Espace croix Barangnon
- 2007 : Paris, Et tout l'or..., Area
- 2008 : Paris, Orangerie du Sénat, Célébrations — Biron, Chateau de Biron
- 2010 : La Seyne-sur-mer, Villa Tamaris
- 2011 : Galerie Frédéric Storme, Lille

### Expositions collectives
- Philippe Charpentier, Piotr Klemensiewicz, Pierre et Gilles, Serge Plagnol…, Galerie Saluces, Avignon, 1986[1].
- Autour de la Méditerranée - Vivien Isnard, Patrick Lanneau, Serge Plagnol, Meriem Bouderbala, Galerie Lola Gassin, Cannes, 1994
- Autour des mots et des poèmes de Marcel Migozzi - Œuvres de Henri Baviera, Alain Boullet, Gérard Eppelé, Patrick Lanneau, Bernard Pagès, Serge Plagnol et Solange Triger, Maison des arts de Carcès, mai-juin 2012.

## Collections publiques
- Amiens, Bibliothèque Louis Aragon
- Champagne-Ardenne, FRAC
- Provence-Côte-d’Azur, FRAC
- Marseille, Musée Cantini
- Martigues, Musée Ziem
- Nice, Musée
- Paris, Fonds National d’Art Contemporain
- Paris, Musée d'art moderne
- Toulon, Musée
- Toulon, Musée, donation Alin Avila
- Toulouse, Fonds d’Art Contemporain
- Var, Conseil Général du Var

## Publications

### De Plagnol
- Serge Plagnol, Carnets d'atelier, éd. L'art et la Manière, 1996.
- Serge Plagnol, Écritures, éd. Turtleback , 1999.

### Ouvrages illustrés par Plagnol
- Bernard Noël, Fable pour cacher, éd. Unes, 1983.
- Jean-Louis Giovannoni, Les mots sont des vêtements endormis, éd. Unes, 1984.
- Jean-Pierre Sintive, Skôria N°9, illustrations, éd. Spectres Familiers, 1984.
- Maria Venezia, Vocalita, illustrations, éd. Unes, 1985.
- Jean-Luc Sarre, Cela me rappelle la lumière, lithographies, Collection Avec/Royaumont, 1986.
- Solange Triger,  Fernando Pessoa, illustrations, Collection Brèches, Fondation Royaumont, 1986.
- Michel Flayeux, Ruptures, illustrations, éd. Telo Martius, 1987.
- Alain Bideau, Arias, illustrations, éd. Fourbi, 1989.
- Marcel Migozzi, (je t'aime), illustrations, éd. Telo Martius, 1990.
- Serge Plagnol, Ailleurs, livre objet lithographié, éd. Area, 1992.
- Alin Avila,  Je suis la ligne, illustrations, éd. Yeo, 1992.
- Marcel Migozzi, (je t'aime) 2, illustrations, éd Yeo pour Area, 1992.
- Olivier Céna, Dis-moi, illustrations, éd Yeo pour Area, 1992.
- Jean-Luc Sarré, Visites, illustrations, éd Yeo pour Area, 1992.
- Jean-Louis Giovannoni, Les choses naissent et se referment aussitôt, illustrations, éd. Unes, 1992.
- Michel Solinski, Chemins de nuit, éd. Spectres familiers, 1993.
- Bernard Noël, La vieille maison, peintures originales, éd. Unes, 1992.
- Jean-Gabriel Cosculluela, Dehors n'est pas déshabité, gravures, éd. L’Amourier, 2000.
- Michel Migozzi, La nappe au lit, illustrations, éd. Alain Lucien Benoît, 2000.
- Sylvie Cohen, J'ai perdu mon bras dans le plafond, nouvelles, vignette de couverture : dessin original de Serge Plagnol, éd. Télo Martius, 2001.
- Christian Garcin, Autour du canapé, illustrations, éditions Remarque, 2007.
- Alin Avila, "Serge Plagnol - Célébrations", éd. Area, 2008.
- Sylvie Cohen, J'ai perdu mon bras dans le plafond, nouvelles, illustration Serge Plagnol, Editions Télo-Martius, 2001.